# Pierre Regnault
Pierre Regnault, conosciuto anche come Sandrin (Saint Marcel, 1490 circa – aprile 1561 circa), è stato un compositore francese.

## Biografia
Poco è noto della giovinezza di Pierre Regnault o, come lui stesso si chiamò, Sandrin. Nacque probabilmente vicino a Parigi e fu forse bambino cantore presso la corte di Francia nel 1506; nel 1517 fu impiegato come cantore per Luisa di Savoia.

Nel 1539 fu decano del capitolo di Saint-Florent-de-Roye, in Piccardia e nel 1543 membro della cappella insieme a Sermisy; nel 1547 fu registrato con il titolo di compositore. Divenne poi cantore regolare della cappella e canonico dal 1549 al 1560, pur trascorrendo parte di quegli anni al servizio del cardinale di Ferrara Ippolito d'Este, di cui fu maestro di cappella dal 1554.

Dopo un breve viaggio a Parigi nel 1560, l'anno seguente andò a Roma di nuovo come membro della corte del cardinale, dove si suppone che sia morto.

## Opere
Anche se Regnault ricoprì diversi incarichi ecclesiastici, non sembra che esistano sue composizioni di genere sacro. Scrisse invece cinquanta chansons, pubblicate per lo più da Attaingnant tra il 1538 e il 1549. Pur se composte secondo lo stile musicale della Parigi dell'epoca, di cui uno degli esponenti principali fu Sermisy, le ultime chansons si distinguono per una scrittura ritmica più elaborata.

Tutta la produzione conosciuta di Regnault è esclusivamente vocale e a quattro voci.

La sua opera subì l'influenza musicale italiana, riconoscibile in alcune reminiscenze frottolistiche e nell'uso dei madrigalismi; fu anche autore di un madrigale a quattro voci, Amor, l'arco e la rete indarno tendi.

La popolarità di Regnault fu grandissima e le sue canzoni, come ad esempio la famosa Doulce Mémoire, oltre ad essere presenti in molte antologie, ispirarono strumentisti – soprattutto liutisti e clavicembalisti – e autori di messe parodie di tutta l'Europa.